# Кобизева, Клавдия Семёновна
Клавдия Семёновна Ко́бизева (рум. Claudia Cobizev; 1 (14) марта 1905 — 28 апреля 1995) — молдавский советский скульптор. Народный художник Молдавской ССР (1965).

## Биография
В 1926—1931 годах Клавдия Кобизева училась в Кишинёвском художественном училище у А. М. Плэмэдялэ, в 1931—1934 годах — в Академии Художеств в Брюсселе, в 1934—1936 годах — в мастерской К. Медри в Бухаресте. В 1936 году вернулась в Бессарабию. После образования Молдавской ССР Кобизева создаёт образы молдавских женщин, людей труда.
Известные произведения: «Голова молдаванки» (дерево, 1947), «Лесоруб» (гипс, 1962), «Пусть всегда будет мир!» (гипс, 1965), горельеф «На освобождённой земле» (гипс, 1967). Большинство произведений хранятся в Художественном музее в Кишинёве. Группа «Дары Молдавии» (бронза, 1959) установлена в Тирасполе. 

## Награды и премии
- народный художник Молдавской ССР (1965)
- Государственная премия Молдавской ССР (1968) — за гипсовый горельеф «На освобождённой зеле» (9167)
- орден Трудового Красного Знамени (1960)
- орден «Знак Почёта»